# 八滩镇
八滩镇，是中华人民共和国江苏省盐城市滨海县下辖的一个乡镇级行政单位。

## 行政区划
八滩镇下辖以下地区：
老街社区、新街社区、界山村、河岸村、粮西村、幸福村、粮东村、黎明村、卫东村、宋尖村、东兴村、隆兴村、八滩村、东进村、岔河村、裕民村、胜利村、新南村、新港村、新胜村、新北村和西洼村。